# Yuji Unozawa
Yuji Unozawa (宇野沢 祐次, Unozawa Yuji) est un footballeur japonais né le 3 mai 1983.